# Anna Lizaran i Merlos
Anna Lizaran i Merlos (Esparreguera, Baix Llobregat, 31 d'agost de 1944 - Barcelona, 11 de gener de 2013) va ser una actriu de teatre, cinema i televisió catalana, germana de la també actriu Lola Lizaran.

## Biografia
Filla d'una modista i d'un mecànic, va demostrar la seva afecció pel teatre ja de ben petita. Va estudiar art dramàtic al Centre d'Estudis Experimentals de Barcelona i va ser un dels primers membres del grup teatral Comediants. El 1974 es va establir a París per estudiar amb el mim Jacques Lecoq. Tornà el 1976 i va començar a treballar al Teatre Lliure, del qual va ser un dels membres fundadors.
Al llarg de la seva carrera va intervenir tant en cinema, on va treballar al costat de directors com Pedro Almodóvar, Francesc Betriu, Rosa Vergés o Ventura Pons, com a la televisió, participant en produccions com Jet Lag, La Mari, L'un per l'altre, Porca misèria o La Via Augusta. L'any 1995 va fer la seva única incursió en la direcció teatral, amb l'obra Arsènic i puntes de coixí, al Teatre Lliure de Gràcia, amb Carme Molina, Conxita Bardem, Montse Guallar i Jordi Bosch i Palacios, entre altres actors.
En teatre, va participar en la majoria dels muntatges realitzats al Teatre Lliure amb els millors directors del país, entre els quals destaquen Lluís Pasqual a Hamlet, Tot esperant Godot o La tempesta, Josep Maria Mestres a Un matrimoni de Boston, Sergi Belbel a Forasters, Agost i Dissabte, diumenge i dilluns, Ramon Simó i Vinyes a Escenes d'una execució, Joan Ollé a Aquesta nit improvisem, Fabià Puigserver a Lorenzaccio i Les noces de Fígaro, Carles Santos a L'adéu de Lucrècia Borja o Josep Maria Flotats a Una jornada particular. En els últims anys de la seva trajectòria destaca la interpretació que va fer de Violet Weston a l'obra Agost al TNC, l'obra més vista de la història d'aquest teatre.
L'any 1982 va ser guardonada amb el Premi Margarida Xirgu de teatre, el 2000 va rebre la Creu de Sant Jordi, i el 2003, el Premi Nacional de Teatre «per la seva interpretació a Escenes d'una execució, de Howard Barker».
Anna Lizaran va morir l'11 de gener del 2013, als 68 anys, a l'Hospital Clínic de Barcelona, a causa d'un càncer.
El 2014 se li va retre homenatge a través del llibre Anna Lizaran, presentat per Lluís Pasqual i la seva companya sentimental, Irene Bordoy. Des de l'any 2018 una plaça al Fort Pienc de Barcelona porta el seu nom.

## Filmografia[9]

### Cinema
- 1976: El quimèric inquilí, de Roman Polanski (figuració)
- 1979: Salut i força al canut, de Francesc Bellmunt
- 1981: La quinta del porro, de Francesc Bellmunt
- 1981: El vicari d'Olot, de Ventura Pons
- 1982: La plaça del Diamant, de Francesc Betriu
- 1990: La teranyina, d'Antoni Verdaguer
- 1991: Tacones lejanos, de Pedro Almodóvar
- 1994: Souvenir, de Rosa Vergés
- 1995: El perquè de tot plegat, de Ventura Pons
- 1996: La Celestina, de Gerardo Vera
- 1997: Actrius, de Ventura Pons
- 1998: La primera noche de mi vida, de Miguel Albaladejo
- 2000: Morir (o no), de Ventura Pons
- 2009: Forasters, de Ventura Pons
- 2010: Herois, de Pau Freixas

### Televisió
- 1978: Llibre dels fets del bon rei en Jaume (un episodi d'aquesta sèrie de TVE Catalunya), Ball robat (adaptació de l'obra homònima de Joan Oliver, TVE Catalunya)
- 1979: La finestra (adaptació de la novel·la de Joana Trullàs, TVE Catalunya)
- 1981: Les extraordinàries aventures de Palmira Roc a Nova York (programa infantil, TVE Catalunya), El senyor Josep enganya a la dona i la dona del senyor Josep falta a l'home (adaptació de dues obres de Santiago Rusiñol, TVE Catalunya)
- 1983: Las salvajes en Puente San Gil (adaptació d'Estudio 1 de l'obra homònima de José Martín Recuerda, TVE)
- 1985: Martí, pare i fill (adaptació d'un narració de Guy de Maupassant, TVE Catalunya)
- 1986: Dúplex per llogar (sèrie, TVE Catalunya)
- 1987: Vida privada (minisèrie a partir de la novel·la homònima de Josep Maria de Sagarra, TVE Catalunya)
- 1988: A l'est del Besòs (sèrie, TVE Catalunya), Akelarre (crònica negra, TV3)
- 1990: Motín de brujas (adaptació de l'obra Revolta de bruixes de Josep M. Benet i Jornet TVE)
- 1992: V comme vengeance (l'episodi titulat Caramboles d'aquesta sèrie francesa)
- 1993: Quico (un episodi d'aquesta sèrie de TV3)
- 1995: Pedralbes Centre (un episodi d'aquesta sèrie de TV3)
- 1997: Estació d'enllaç (dos episodis d'aquesta sèrie de TV3)
- 1999: Laura (sèrie, TV3)
- 2001: Des del balcó (minisèrie, adaptació de narracions de Montserrat Roig, TV3)
- 2002: Jet Lag (un episodi d'aquesta sèrie de TV3)
- 2003: La Mari (minisèrie, Canal Sur-TV3)
- 2003: Sara (telefilm, TVG-TV3)
- 2004: Amb el 10 a l'esquena (docufilm, TV3)
- 2005: L'un per l'altre (sèrie, TV3)
- 2006 – 2007: Porca misèria (sèrie, TV3)
- 2007: La Via Augusta (sèrie, TV3)
- 2009: La Mari 2 (minisèrie, Canal Sur-TV3)

## Teatre[9]
- 1976: Camí de nit, 1854.
- 1977: Ascensió i caiguda de la ciutat de Mahagonny, La cacatua verda, Leonci i Lena, Titus Andrònic.
- 1978: Hedda Gabler, La vida del rei Eduard II d'Anglaterra, La nit de les tríbades..
- 1979: La bella Helena, Les tres germanes.
- 1980: Jordi Dandin, El balcó.
- 1981: Operació Ubú.
- 1982: Primera història d'Esther, El misantrop.
- 1983: Advertència per a embarcacions petites, Al vostre gust.
- 1984: Una jornada particular.
- 1985: Un dels últims vespres de carnaval, La senyoreta Júlia.
- 1986: La senyora de Sade.
- 1987: El 30 d'abril, Lorenzaccio, Lorenzaccio.
- 1988: La bona persona del Sezuan.
- 1989: Les noces de Fígaro.
- 1990: Capvespre al jardí, Maria Estuard.
- 1991: El cántaro roto.
- 1992: El parc, El dol escau a Electra.
- 1993: Dansa d'agost, Quartet, Roberto Zucco.
- 1995: Arsènic i puntes de coixí.
- 1996: El temps i l'habitació, Lear o el somni d'una actriu.
- 1998: Morir, Galatea.
- 1999: Tot esperant Godot.
- 2000: L'hort dels cirerers.
- 2001: Escenes d'una execució, L'adéu de Lucrècia Borja.
- 2002: Dissabte, diumenge i dilluns, Testimoni Verdaguer.[10]
- 2003: El retorn al desert, Homenatge a Josep Montanyès.[11]
- 2004: Forasters.
- 2005: Un matrimoni de Boston, Homenatge a Carlota Soldevila.[12]
- 2006: Hamlet/La tempestad, Rosencrantz i Guildenstern són morts (veu en off).
- 2007: Un roure.
- 2008: El cercle de guix caucasià.
- 2009: El ball.
- 2010: Agost
- 2011: Dues dones que ballen.
- 2013: La Bête (assaigs interromputs per la malaltia)

## Guardons[9]

### Guardons principals
- 1982: Premi Margarida Xirgu de teatre per La nit de les tríbades
- 1984: Premio Nacional de Teatro del Ministeri de Cultura d'Espanya[13]
- 1993: Premi de la Crítica a millor actriu per Dansa d'agost (ex aequo)
- 1995: Premi de l'Associació d'Actors i Directors Professionals de Catalunya per El perquè de tot plegat
- 1997: Premi Butaca a la millor actriu de cinema per Actrius (ex aequo)[13]
- 1998: Premi Butaca a la millor actriu de cinema per La primera noche de mi vida[13]
- 2000: Creu de Sant Jordi
- 2001: Premi Max a la millor actriu protagonista per Esperando a Godot
- 2002: Premi Butaca a la millor actriu protagonista per Escenes d'una execució[13]
- 2003: Premi Nacional de Cultura - Teatre[13]
- 2005: Premi Butaca a la millor actriu protagonista per Forasters
- 2005: Premi Ciutat de Barcelona de les Arts Escèniques per Un matrimoni de Boston[5]
- 2006: Premi Butaca a la millor actriu protagonista per Un matrimoni de Boston[13]
- 2007: Premi de la Crítica a millor actriu per Un matrimoni de Boston
- 2008: Medalla al treball President Macià[14]
- 2009: Gaudí a la millor protagonista femenina per Forasters
- 2009: Violette d'Or a la millor actriu al Festival de Cine d'Espanya de Toulouse per Forasters
- 2010: Premi Butaca a la millor actriu protagonista per El ball[13]
- 2011: Premi Butaca a la millor actriu protagonista per Agost[13]
- 2013: Membre d'Honor de l'Acadèmia del Cinema Català

### Nominacions
- 1999: Fotogramas de Plata a la millor actriu de teatre per La nit de les tríbades i Tot esperant Godot
- 2000: Premi Butaca a la millor actriu de cinema per Morir (o no)
- 2011: Premi Max a la millor actriu protagonista per Agost